# سیارک ۱۰۵۹۸
سیارک ۱۰۵۹۸ (به انگلیسی: 10598 Markrees، نامگذاری:1996TT11) ده هزار و پانصد و نود و هشتمین سیارک کشف شده‌است که در ۱۳ اکتبر ۱۹۹۶ کشف شد.
قدر مطلق سیارک برابر ۱۴٫۴۰ است.